# An Nam, Đài Nam

Vị trí tại Đài Nam

An Nam (tiếng Trung: 安南區; bính âm: Ānnán Qū) là một khu (quận) của thành phố Đài Nam, Trung Hoa Dân Quốc (Đài Loan). Đây là một quận nông ngư nghiệp ven biển và có mức độ phát triển thấp so với Đài Nam. An Nam có diện tích 107.2016 km², dân số vào tháng 8 năm 2011 đạt 179.180 người thuộc 55.406 hộ gia đình, mật độ cư trú đạt 1671,4 người/km².